# Апачі-Крік (Нью-Мексико)
Апачі-Крік (англ. Apache Creek) — переписна місцевість (CDP) в США, в окрузі Катрон штату Нью-Мексико. Населення — 64 особи (2020).

## Географія
Апачі-Крік розташоване за координатами 33°51′37″ пн. ш. 108°36′54″ зх. д. / 33.86028° пн. ш. 108.61500° зх. д. (33.860336, -108.615032).  За даними Бюро перепису населення США в 2010 році переписна місцевість мала площу 21,28 км², з яких 21,24 км² — суходіл та 0,04 км² — водойми.

## Демографія
Згідно з переписом 2010 року, у переписній місцевості мешкало 67 осіб у 34 домогосподарствах у складі 22 родин. Густота населення становила 3 особи/км².  Було 43 помешкання (2/км²).
Расовий склад населення:
| - 95,5 % — білих - 4,5 % — осіб інших рас |

До двох чи більше рас належало 0,0 %. Частка іспаномовних становила 13,4 % від усіх жителів.
За віковим діапазоном населення розподілялося таким чином: 11,9 % — особи молодші 18 років, 64,2 % — особи у віці 18—64 років, 23,9 % — особи у віці 65 років та старші. Медіана віку мешканця становила 59,2 року. На 100 осіб жіночої статі у переписній місцевості припадало 91,4 чоловіків;  на 100 жінок у віці від 18 років та старших — 90,3 чоловіків також старших 18 років.
Цивільне працевлаштоване населення становило 0 осіб. 